# Сардинья, Антониу
Антониу Мария де Соуза Сардинья (порт. António Maria de Sousa Sardinha; 9 сентября 1887 года в Монфорти, округ Порталегри, Португалия — 10 января 1925 года в Элваше, округ Порталегри, Португалия) — португальский поэт, историк и консервативный политик, лидер движения Integralismo Lusitano.

## Ранняя политика
Сардинья окончил юридический факультет Университета Коимбры в 1911 году. В студенческие годы он был сторонником республиканизма и даже интересовался анархо-синдикализмом, но к 1911 году изменил свои взгляды. Под влиянием своей весьма консервативной матери Антониу стал ярым сторонником монархии и католицизма. В этом отношении на него также повлиял испанский консерватор Хуан Васкес де Мелла, который был близким другом Сардиньи с начала 1900-х годов.

## Интегрализм
В 1913 году Сардинья вместе с Иполиту Рапозу и Алберту Монсараш основал традиционалистское и монархическое движение лузитанских интегралистов, названное Integralismo Lusitano (IL). Некоторое время он был заместителем президента Португалии Сидониу Паиша, который немного симпатизировал интегрализму.
Сардинья был главным идеологом этой группы, изложив свои взгляды в книге 1925 года A Aliança Peninsular, выступив против иберизма и нового католического корпоративизма, который напоминает работы Шарля Морраса. Эта в высшей степени националистическая и сельская работа рассматривалась в Испании как основа Испанидад. Его труды выявили сильную близость к сельскому хозяйству на исторической и экономической основе, а также поддержку антисемитизма, что связывают с влиянием Action Française, от которого Антониу также заимствовал антилиберализм. Он добавил к этому жесткий расизм, резко критикуя метисацию, хотя этот элемент его идеологии был отвергнут некоторыми участниками движения, в первую очередь Иполиту Рапозу. В дополнении к этому Сардинья также привил элементы работ Жоржа Сореля, переняв его теории революционной значимости и социальной ценности мифа.
Под руководством Сардиньи движение преобразовалось из просто группы людей ностальгирующих по португальской монархии в движение с целостной идеологией, которое надеялось начать новую эру в истории Португалии под руководством сильной централизованной монархии. В отличие от некоторых из своих современников, Сардинья считал близкие отношения с Испанией центральным вопросом для Португалии, и он также придерживался интернационалистских взглядов в целом, надеясь увидеть аналогичные интегрализмы в других местах, особенно в Бразилии, где это подтвердилось.
Его ранняя смерть в 1925 году привела к тому, что лузитанские интегралисты потеряли своего самого знаменитого мыслителя и не смогли оправиться от удара. Опираясь на традиционный монархизм, испанидад, сельское хозяйство, интегрализм, научный расизм, фашизм и национальный синдикализм, он создал сложную синкретическую идеологию, которая после его смерти неизбежно раскололся на различные фракции.

## Историк
Помимо своей политической активности, Сардинья также был отмечен как историк. Большая часть его работ были посвящены историческому ревизионизму, стремиясь таким образом противостоять либеральным интерпретациям истории. Среди его излюбленных теорий было то, что первый граф да Барка сотрудничал с Францией во время своего пребывания на посту министра иностранных дел во время Пиренейских войн. Точно так же он отверг широко известные португальские открытия как знаменующие начало эры капитализма и космополитизма и тем самым бросающие вызов его сельским идеалам.